# Бразилея

Бразилея на карте штата.

Бразилея (порт. Brasiléia) — муниципалитет в Бразилии, входит в штат Акри. Составная часть мезорегиона Вали-ду-Акри. Входит в экономико-статистический микрорегион Бразилея. Население составляет 21 398 человек на 2010 год. Занимает площадь 3916,495 км². Плотность населения — 5,46 чел./км².

## Границы
Муниципалитет граничит:
- на севере — муниципалитет Риу-Бранку
- на северо-западе — муниципалитет Сена-Мадурейра
- на северо-востоке — муниципалитет Шапури
- на востоке — муниципалитет Эпитасиуландия
- на юге — Боливия
- на западе — муниципалитет Асис-Бразил

## Демография
Согласно сведениям, собранным в ходе переписи 2010 г. Национальным институтом географии и статистики (IBGE), население муниципалитета составляет:
| Полное население                               | Полное население                               | Полное население                               | Полное население                               | 21 398 |
| ---------------------------------------------- | ---------------------------------------------- | ---------------------------------------------- | ---------------------------------------------- | ------ |
| в том числе:                                   | Городское население                            | 14 257                                         | Процент городского населения, %                | 66,63  |
|                                                | Сельское население                             | 7141                                           | Процент сельского населения, %                 | 33,37  |
|                                                | Мужское население                              | 11 037                                         | Процент мужского населения, %                  | 51,58  |
|                                                | Женское население                              | 10 361                                         | Процент женского населения, %                  | 48,42  |
| Плотность населения, чел/км²                   | Плотность населения, чел/км²                   | Плотность населения, чел/км²                   | Плотность населения, чел/км²                   | 5,46   |
| Население муниципалитета в % к населению штата | Население муниципалитета в % к населению штата | Население муниципалитета в % к населению штата | Население муниципалитета в % к населению штата | 2,92   |

По данным оценки 2015 года, население муниципалитета составляет 23 849 жителей.

## Важнейшие населенные пункты
| № | Населённый пункт | Населённый пункт (порт.) | Категория | Население чел. (2010) | На карте                        |
| - | ---------------- | ------------------------ | --------- | --------------------- | ------------------------------- |
| 1 | Бразилея         | Brasiléia                | город     | 14 257                | 10°59′57″ ю. ш. 68°44′55″ з. д. |
| 2 | Вила-ду-Инкра    | Vila do Incra            | поселок   | 251                   | 10°57′18″ ю. ш. 68°55′46″ з. д. |

## Статистика
- Валовой внутренний продукт на 2005 год составляет 117 525 млн реалов (данные: Бразильский институт географии и статистики).
- Валовой внутренний продукт на душу населения на 2005 год составляет 6 632 реала (данные: Бразильский институт географии и статистики).
- Индекс развития человеческого потенциала на 2000 год составляет 0,669 (данные: Программа развития ООН).